# E-WaH-OH
「E-WaH-OH」（イー・ワー・オー）は、1997年12月・1998年1月に、NHKの音楽番組『みんなのうた』で放送された楽曲。作詞：岩切修子、作曲・編曲：村中りか、歌：THE VOICE OF JAPAN。